# جمعية مرشدات جزر كوك
جمعية مرشدات جزر كوك هي المنظمة الإرشادية الوطنية في جزر كوك. تأسست المنظمة في عام 1928، وأصبحت المنظمة عضوا منتسبا في الرابطة العالمية للمرشدات وفتيات الكشافة في عام 1993 وعضو كامل العضوية في عام 2014. المنظمة للفتيات فقط وتضمّ 1111 عضوة (اعتبارا من عام 2003).